# 錦上路站公共運輸交匯處

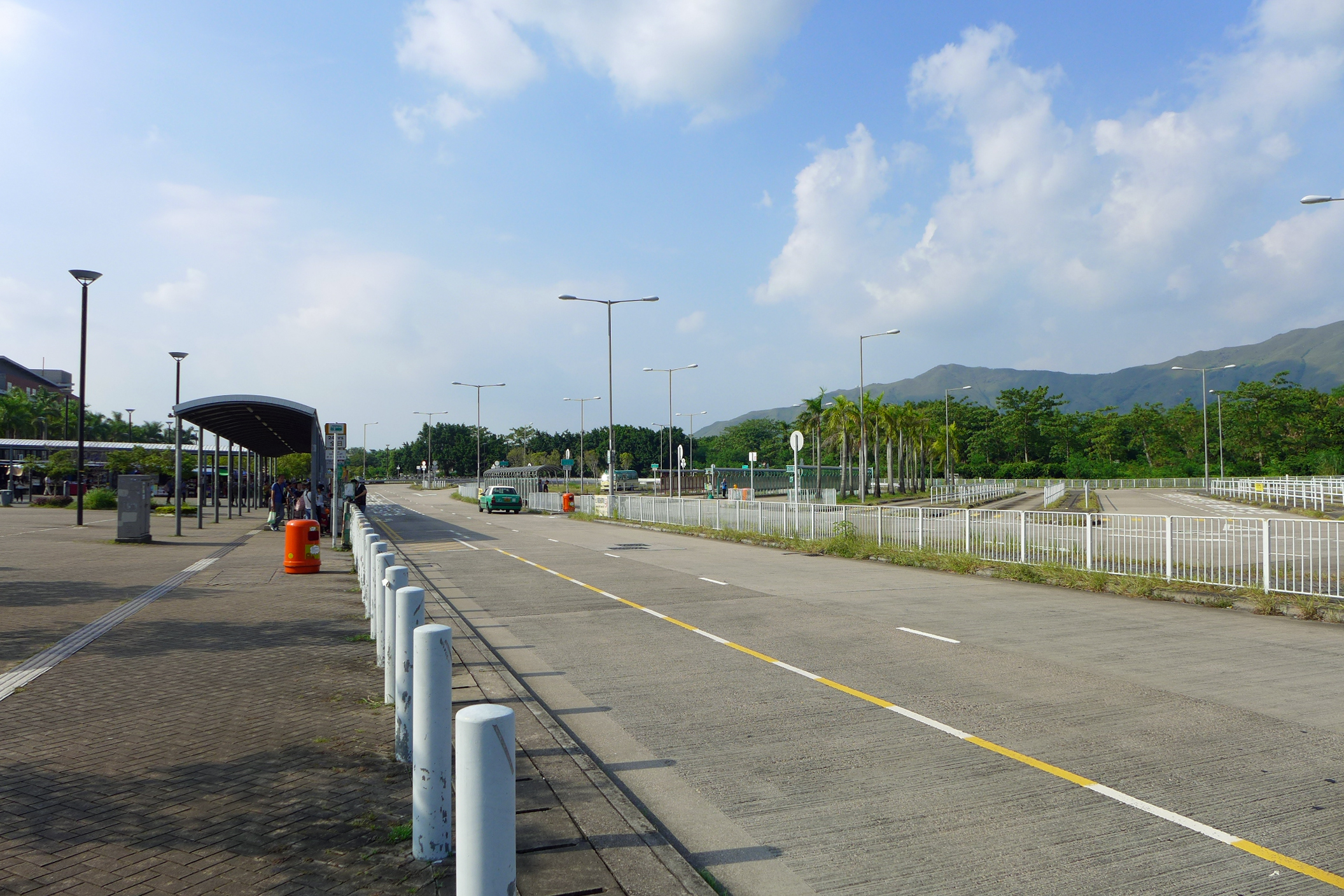
錦上路站公共運輸交匯處巴士站

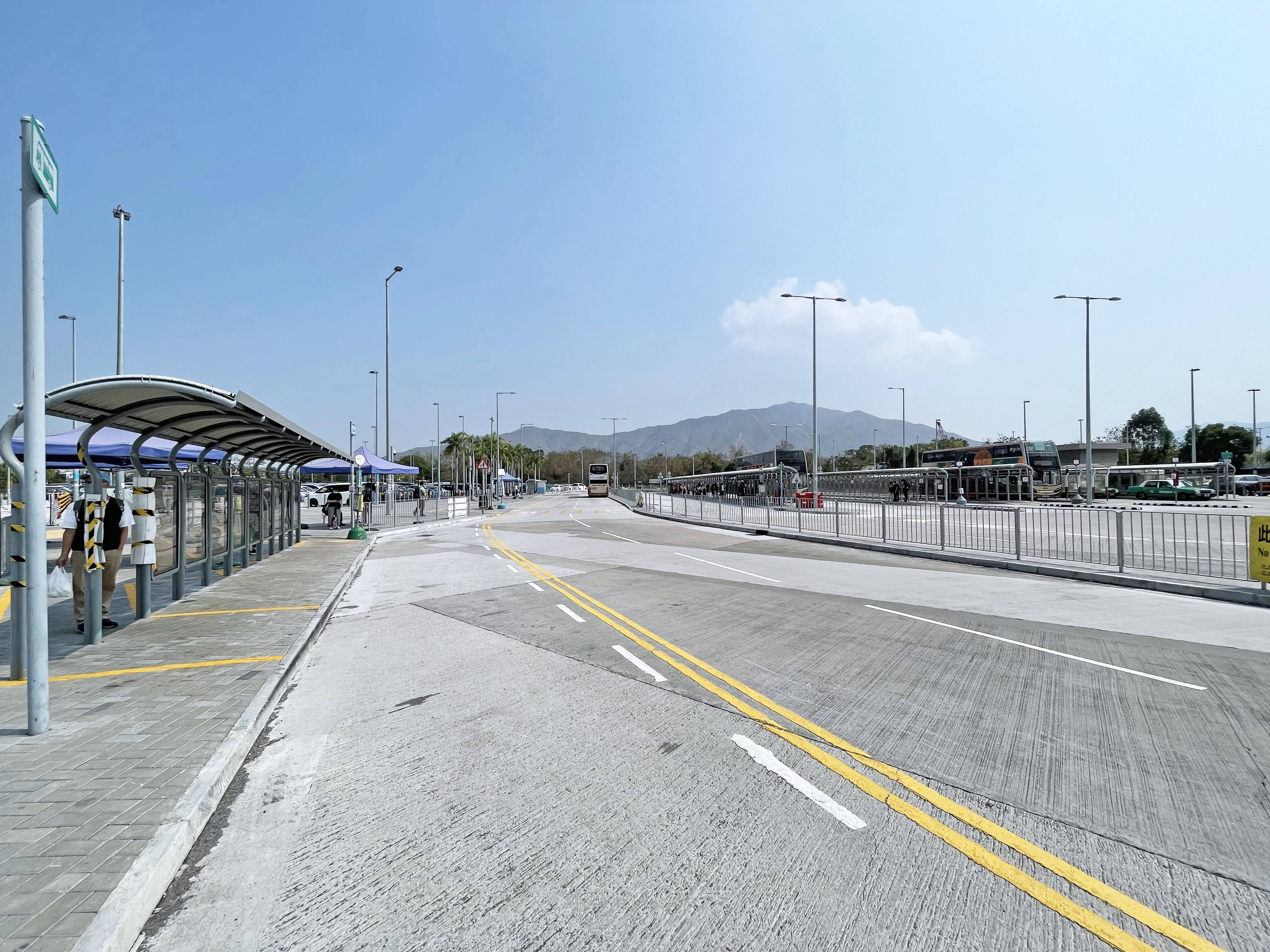
錦上路站公共運輸交匯處專綫小巴站及的士站

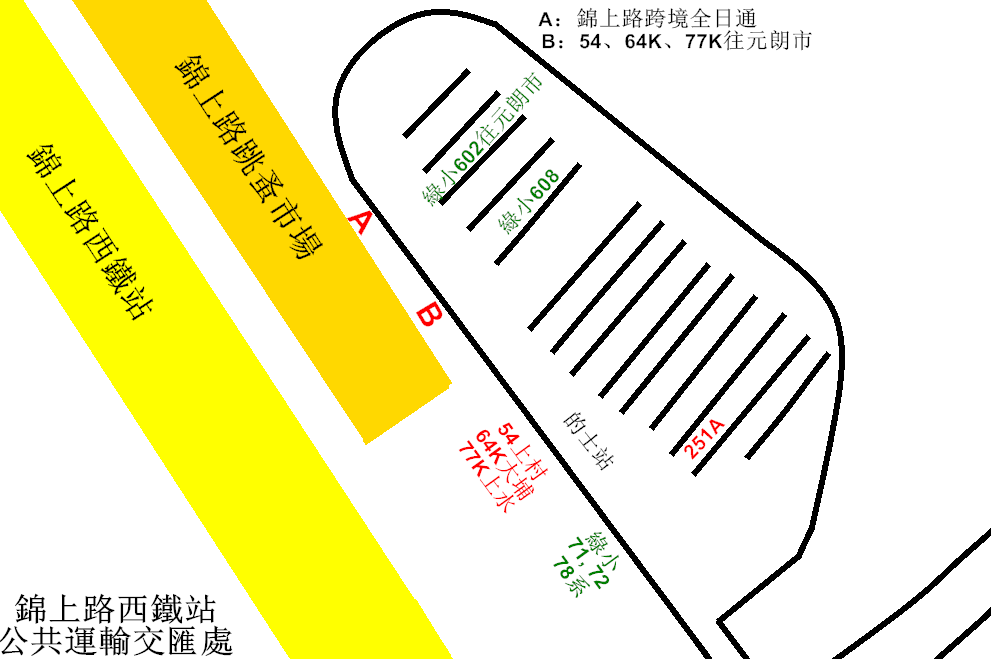
錦上路站公共運輸交匯處平面圖

錦上路站公共運輸交匯處，別稱「錦上路站巴士總站」（英語：Kam Sheung Road Station Bus Terminus），位於香港新界元朗錦田錦上路站外，是屯馬綫沿線車站的巴士總站之一。

## 總站路線資料（巴士）

### 九龍巴士64S線
- 上村球場 → 錦上路站

於2014年10月6日投入服務，途經錦上路，只於平日上午繁忙時間提供服務，為九龍巴士64K線的特別班次。

### 九龍巴士251A線
- 錦上路站 ↺ 上村（經大欖轉車站）

於2012年3月31日配合251M線縮短而投入服務，2014年10月4日再次配合251M線服務改動而改由此開出，途經錦上路及大欖隧道轉車站。

### 龍運巴士A36線
- 錦上路站 ↔ 機場（地面運輸中心）

於2015年9月30日投入服務，2021年6月20日起改經凹頭、形點、元朗大馬路、元朗公路、紅橋、龍富路、屯門赤鱲角隧道、港珠澳大橋香港口岸及一號客運大樓。

### 龍運巴士NA36線
- 國泰城 ↔ 錦上路站（經機場客運大樓、港珠澳大橋香港口岸）

於2021年6月20日投入服務，取代前身NA34線，途經凹頭、形點、元朗大馬路、元朗公路、紅橋、屯門市廣場、龍富路、屯門赤鱲角隧道、港珠澳大橋香港口岸及一號客運大樓，只於深宵時段提供服務。

### 龍運巴士X36線
- 機場博覽館 → 錦上路站

### 九龍巴士77K線(特別班次，只供落客，不設回程)
- 上水 → 錦上路站

## 總站路線資料（專線小巴）

### 新界區專線小巴71A線
- Template:HK MiniBus Route NT Show:71A

### 新界區專線小巴72M線
- Template:HK MiniBus Route NT Show:72M

### 新界區專線小巴78A線
- 大欖隧道轉車站 ↔ 錦上路站

### 新界區專線小巴608S線
- Template:HK MiniBus Route NT Show:608S

### 新界區專線小巴620線
- 峻巒 ↔ 錦上路站

## 總站路線資料（非專營巴士）

### 錦上路跨境全日通
- 錦上路站 ↔ 皇崗口岸

此路線為6條於2004年開辦的皇崗口岸常規過境巴士之中唯一並非每天24小時提供服務的路線。

### 居民巴士NR960線
- 錦上路站 ↔ 六本木

## 途經路線資料（巴士）

### 九龍巴士54線
- 元朗（西） ↺ 上村

提供元朗往來錦田及八鄉的巴士服務，來回程均途經此站，2012年3月31日改為循環線，不入上村巴士總站，但同年4月22日起恢復繞經上村巴士總站。

### 九龍巴士64K線
- 大埔墟站 ↔ 元朗（西）

提供元朗往來大埔的巴士服務，於1953年4月1日起投入服務，最初原名23，1983年4月7日起配合九廣東鐵（現稱港鐵東鐵綫）電氣化服務即將貫通至大埔墟改稱64K並延長至大埔火車站（現稱大埔墟站），現時來回程均途經此站。

### 九龍巴士77K線
- 上水 ↔ 元朗（鳳翔路）
- 上水 → 元朗（西） (特別班次)

提供元朗、錦田經粉錦公路至上水的巴士服務，現時來回程均途經此站。

### 九龍巴士251B線
- 八鄉路（大欖轉車站） ↺ 上村

於2014年10月4日投入服務，取代原先全日服務的251M線，途經錦上路站、錦田、石崗、橫台山及八鄉。

### 九龍巴士251C線
- 江夏圍 ↺ 元朗

### 九龍巴士268線
- 攸壆路簡約公屋 ↔ 八鄉路（大欖轉車站）

## 途經路線資料（專線小巴）

### 新界區專線小巴71線
- 元朗（泰衡街） ↔ 石湖塘（河背）

### 新界區專線小巴72線
- 元朗（泰衡街） ↔ 雷公田

### 新界區專線小巴78線
- 大欖隧道轉車站 ↔ 落馬洲轉車站

### 新界區專線小巴601線
- 元朗（鳳翔路） ↔ 北圍村

### 新界區專線小巴601B線
- 北圍村 ↺ 錦上路站

### 新界區專線小巴601C線
- 元朗鳳翔路 ↺ 爾巒

### 新界區專線小巴602線
- 元朗（鳳翔路） ↔ 大江埔

### 新界區專線小巴602C線
- 爾巒 ↺ 錦上路站

### 新界區專線小巴608線
- 橫台山 ↔ 元朗（阜財街）

## 途經路線資料（非專營巴士）

### 居民巴士NR968線
- 四季名園↺大欖隧道轉車站

## 外部連結
- 九巴 （页面存档备份，存于）
- 香港巴士大典上的相关条目：錦上路站公共運輸交匯處